# Mark Vicente
Mark Vicente (Johannesburg, Sud-àfrica, 20 de juny de 1965) és un director de fotografia sud-africà. Va viure a Portugal, Brasil, Canadà i EUA.
Va estudiar cinematografia, escenografia, il·luminació teatral, produccions de ràdio i televisió i música. Després de treballar com a càmera de notícies, va gravar vídeos musicals i anuncis publicitaris. Va participar com a càmera al musical Sarafina! amb Whoopi Goldberg. El 1992 va tenir l'oportunitat d'anar a Hollywood i va fer una pel·lícula per a Disney, Father Hood, amb Partick Swayze.
Es va quedar als EUA i va fer 14 llargmetratges més, incloent Slow Burn. L'any 2000 va dirigir anuncis i documentals.
El 2005 va ser director i càmera de I tu, què saps? . El mateix any es va introduir a la secta NXIVM per tal de rodar el documental The Vow, emès per la cadena HBO Max.